# Krevnička střevní
Krevnička střevní (Schistosoma mansoni) je parazitický helmint z čeledi Schistosomatidae, který způsobuje tzv. střevní schistosomózu. Při onemocnění jsou většinou zasažena játra a tlusté střevo. Mezi definitivní hostitele patří hlavně člověk, ale také další primáti a hlodavci. Mezihostitelem jsou plži z rodu Biomphalaria.
Krevnička střevní se vyskytuje v Africe (včetně Madagaskaru a Středního Východu) a v Jižní Americe. Byla pojmenována podle skotského lékaře sira Patricka Mansona.

## Morfologie

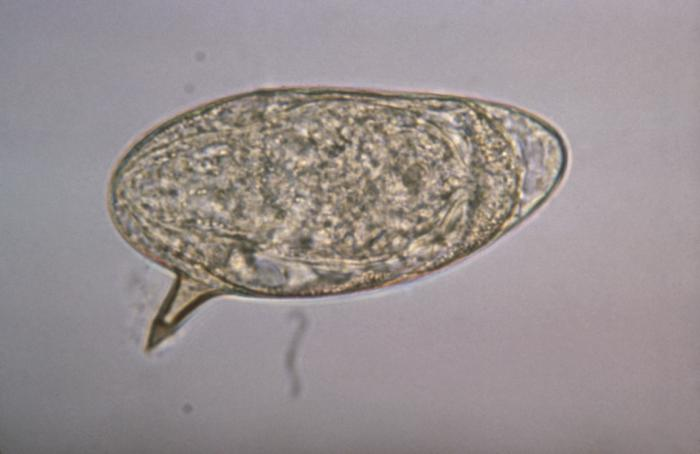
Schistosoma mansoni vajíčko s bočním trnem

U krevniček střevních stejně jako u ostatních schistosom nacházíme výrazný pohlavní dimorfismus. Samci mají rozměry 6–12×1 mm, samice 10–16×0, 2 mm. Samice jsou tmavší (jejich trávicí soustava obsahuje pigment hemozoin). Samice je umístěna v břišní rýze samce (tzv. canalis gynaecophorus). Krevničky střevní mají slepou trávicí soustavu, jejich jícen se větví na dvě části, které se spojují v jedno střevo. Jejich vajíčka mají laterálně umístěný trn.

## Genom
Krevničky střevní mají 8 párů chromozómů. Samice jsou pohlavím heterogametickým (ZW), samci pak homogametickým (ZZ). Jejich genom je asi 270 MB velký, byl poprvé sekvenován v roce 2000. Nyní je popsáno nejméně 11 809 genů. U S. mansoni nacházíme expanzi genů pro proteázy a pro lipidový anabolismus, což odpovídá jejich parazitickému způsobu života.

## Životní cyklus

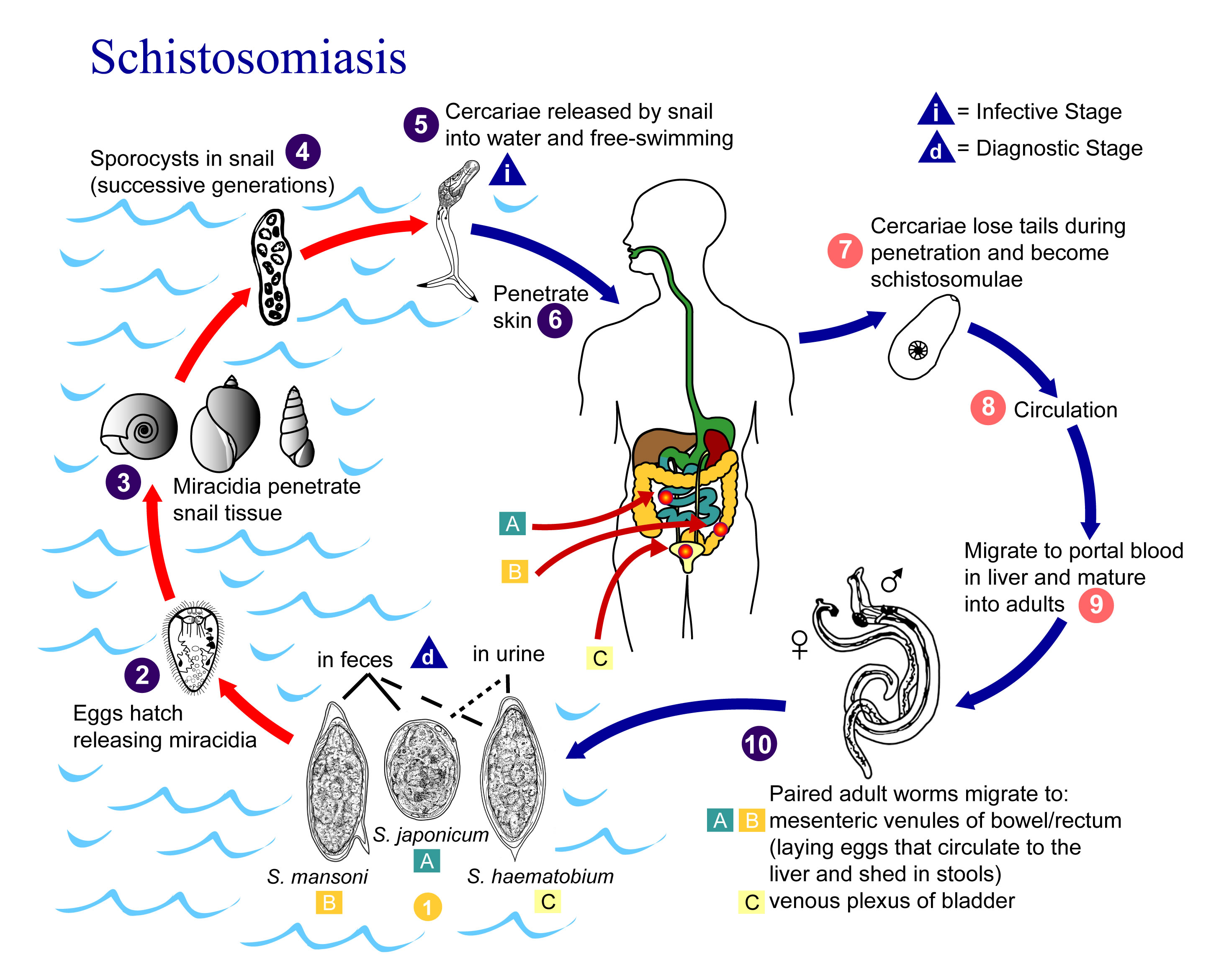
Životní cyklus schistosom

Životní cyklus je typický pro všechny schistosomy (potažmo i motolice). Z vajíčka se vylíhne obrvené miracidium, které penetruje do vhodného vodního plže (u krevničky střevní se jedná o plže rodu Biomphalaria – výjimkou je případ z Venezuely, kde byla S. mansoni objevena i u suchozemského plže Achatina fulica). V plži dochází k asexuálnímu množení. Vyvíjí se sporocysty a cerkárie, které opouštějí mezihostitele. Furkocerkárie (tj. cerkárie s vidličnatým ocáskem) penetrují do kůže definitivního hostitele. Signálem pro penetraci jsou mastné kyseliny na povrchu kůže. Vniknutí do kůže je umožněno penetračními žlázami. Během tohoto procesu cerkárie odvrhuje ocásek a přeměňuje se v schistosomulu.
Několik dnů zůstávají v kůži, poté se dostává do oběhového systému, ve kterém putují přes plíce a srdce až do cév vrátnicového oběhu a střevního mesenteria, kde čekají na opačné pohlaví. Po spárování začne samička produkovat vajíčka (přibližně 300 za den). Právě vajíčka s trnem jsou hlavním patogenním agens, která při cestě z hostitelova těla porušují tkáně a poškozují orgány.
Krevničky střevní bojují proti imunitnímu systému hostitele několika způsoby:
1. Mají povrchový glykokalyx, který svlékají, a tím se stávají méně rozpoznatelné pro imunitní systém
2. Mají tegument, velmi odolný povrch těla
3. Produkují antioxidační proteiny (např. superoxid dismutázy), které je chrání před účinkem superoxidu produkovaného imunitním systémem

## Střevní schistosomóza
Krevničkou střevní je celosvětově nakaženo asi 83,31 milionů lidí. Je přítomna nejvíce na území Afriky a Střední a Jižní Ameriky.
První příznaky schistosomózy (dříve také nazývané bilharzióza podle Theodora Bilharze) se vyskytují 4 až 6 týdnů po nákaze, avšak v mnoha případech se symptomy vůbec neobjeví. Nejdříve se objevuje vyrážka v místě penetrace krevničky, tzv. cerkáriová dermatitis, která intenzivně svědí. Dochází i ke vzniku edémů a ke zduření lymfatických žláz. Po 14 dnech tyto příznaky většinou vymizí.
Akutní formou (2–16 týdnů po infekci) je horečka Katayama, která je doprovázená bolestmi končetin, hlavy, břicha, průjmy (někdy krvavými), únavností a zduřením jater, sleziny a lymfatických žláz.
V chronickém stádiu (3–6 měsíců po nákaze) dochází k zánětlivým reakcím kolem vajíček v různých orgánech, nejvíce v játrech a ve střevě, ale i ve slezině, plicích, srdci, ledvinách nebo centrální nervové soustavě. Tvoří se periportální fibróza. Může se vyskytnout nadměrné zvětšení orgánů (př. hepatosplenomegalie, tj. zvětšení jater a sleziny). Jako komplikace se může objevit i nádorové onemocnění. Závažnost infekce je ovlivňována délkou trvání, počtem usídlených krevniček a jejich lokalizací a celkovým imunitním stavem hostitele.
Krevnička střevní (stejně jako krevnička močová a krevnička jaterní) může v některých případech způsobovat schistosomózu pohlavního traktu žen (Female genital schistosomiasis, FGS), při které dochází k infekci vejcovodů nebo vaječníků vedoucí ke sterilitě. Infekce může zasáhnout jak vnější, tak vnitřní reprodukční orgány.
Diagnóza infekce je založená na najití vajíček S. mansoni ve stolici. Používají se také další metody založené na rozeznávání protilátek (ELISA, APIA = alkaline phosphatase immunoassay; COP = CircumOval Precipitation test). K léčbě schistosomózy se používají anthelmintika ze skupiny chinolových derivátů – praziquantel a oxaminiquin.